# Perdiguer portuguès

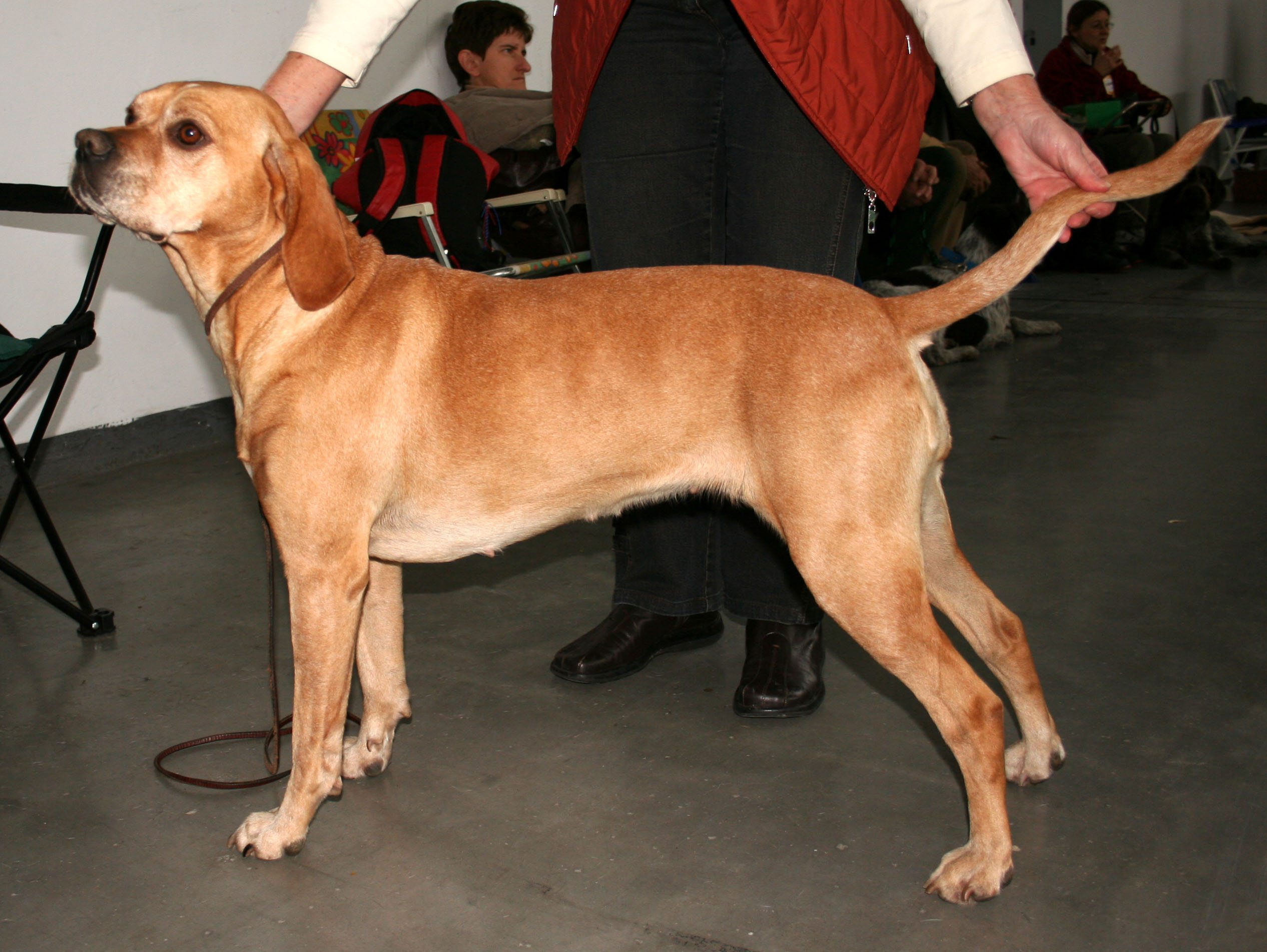
Perdiguer portuguès.

El Perdiguer Portuguès (Perdigueiro Português en portuguès) és una raça de gos de caça portuguesa emprada com a gos de mostra. No es coneix la mescla de gossos que ha participat en la seva creació, però és possible que s'hagi creat amb mescla del brac de Burgos i el antic brac de Navarra o el brac italià. El que es bastant segur que el perdiguer portuguès hagi participat en la formació del Pòinter anglès. Fora de Portugal es difícil veure'l.

## Història
Aquest perdiguer es va originar dins els gossos de caça ibèrics, constatant la seva presència a Portugal a principis del segle XII. Inicialment el gos va ser criat en gosseres reials i més tard es va convertir en un gos de caça molt popular entre les classes més baixes de la societat. Al segle xviii, moltes famílies angleses van establir una presència a la regió de Porto en el negoci de la producció de vi i van conèixer la raça de caça portuguesa que va ser portada a Anglaterra on van participar en l'origen del pointer anglès. No obstant això, durant el segle xix, quan Portugal vivia dificultats socials, la raça va començar una progressiva decadència. Fins a la dècada de 1920 quan alguns criadors van fer un esforç per salvar la raça localitzant alguns dels antics gossos portuguesos a l'inaccessible nord de Portugal. El llibre genealògic portuguès es va establir aleshores el 1932 i l'estàndard de la raça el 1938. Durant almenys mil anys, aquest gos sempre ha tingut el mateix cap quadrat, una parada marcada, orelles triangulars i aspecte compacte i des del segle xvii, el mateix acoblament. Tant el portugués com l'anglès tenen aquest tipus de configuració crani-facial tan típica.

## Descripció de la raça
És de grandària mitjana, de cos musculós i bastant lleuger. es solid i esvelt, amb el cap gran però proporcionat. Els ulls de color castany ovalats. El pelatge és curt, fort, uniforme i envellutat del cap i les orelles. Les orelles mesuren uns 15 cm de llarg i 11 cm d'ample. El color canella i blanc, castany i groc.
Mesures
L'altura a la creu desitjada, per al mascle, és de 52 a 60 cm, per a la femella de 48 a 56 cm. En els mascles el pes oscil·larà entre els 20 i 27 kg. i les femelles entre 16 i22 Kg.
Esperança de vida
En general la seva vida s'estén fins als 12 a 14 anys, de vegades més. Es un gos molt robust que no sol donar problemes de salud.

## Temperament/Caràcter
Serveix per tot tipus de caça i en tots els terrenys, especialment en rocosos en climes càlids. No es molt ràpid però es bon rastrejador i perseverant. Es de fàcil ensinistrament.
Són excel·lents companys per persones dinàmiques i joves, aficionats a córrer o al senderisme.
Es un gos que pot viure en una casa, es net, discret i poc lladrador, però en ser un gos caçador necessita activitat diària. Son gossos molt afectuosos amb el seu amo.